# Église Sainte-Gertrude de Hévillers
L'église Sainte-Gertrude est une église catholique de style classique du XVIIIe siècle située à Hévillers, village de la commune belge de Mont-Saint-Guibert, en Brabant wallon.